# Fares di Giuda

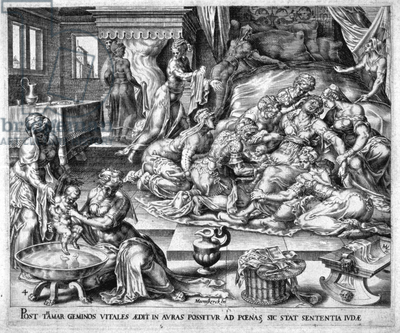
Raffigurazione della nascita di Perets (lavato in basso a sinistra dell'immagine).

Fares, scritto come Perez nel Nuovo Testamento, fu figlio di Tamar e Giuda, e gemello di Zerach, secondo il Libro della Genesi. Lui e il fratello vennero concepiti dopo che Tamar fu scambiata per una prostituta da Giuda, suo suocero. Il suo nome Fares significa "Breccia".

## Racconto biblico
38,27-30
Quando giunse per lei il momento di partorire, ecco, aveva nel grembo due gemelli. Durante il parto, uno di loro mise fuori una mano e la levatrice prese un filo scarlatto e lo legò attorno a quella mano, dicendo: "Questi è uscito per primo". Ma poi questi ritirò la mano, ed ecco venne alla luce suo fratello. Allora ella esclamò: "Come ti sei aperto una breccia?" e fu chiamato Fares. Poi uscì suo fratello, che aveva il filo scarlatto alla mano, e fu chiamato Zerach.
Il Libro di Rut elenca Fares come parte della genealogia ancestrale del re Davide,  e sia il Vangelo di Matteo che il Vangelo di Luca lo includono quando specificano la genealogia di Gesù.